# L. James Sullivan
Leroy James Sullivan (Nome, Alaska, 27 de junio de 1933-22 de septiembre de 2024) fue un inventor de armas estadounidense. Más conocido como Jim Sullivan, diseñó varias versiones a escala de armas.

## Biografía

### Primeros años
Nació el 27 de junio de 1933 en Nome, Alaska donde vivió hasta los siete años, cuando su familia se mudó a Spokane Washington, preocupada de que la segunda guerra se extendiese a Alaska.

### Educación
Sullivan atendió las escuelas públicas de Seattle, y más tarde en Kennewick, Washington. Sullivan fue en para estudiar ingeniería, para dos años, en la Universidad de Washington en Seattle. Consciente que esté a punto de ser redactado para luchar en la Guerra coreana Sullivan quiso devenir un buzo de Ejército, así que deje la Universidad de Washington para atender a la Escuela de Buzos Sparling en Playa Larga, California.

### Servicio militar
Sullivan sirvió en el Ejército de EE. UU., de 1953 a 1955, a pesar de ser entrenado por el Ejército para ser un instalador telefónico técnico de reparaciones. Debido a su formación civil, viaja a Corea en 1954, donde esté asignado por el Ejército para ser un buzo para reparar los oleoductos y otras instalaciones averiaron durante la invasión de EE. UU. en el Puerto de Incheon.

## Diseñador de armas pequeñas
Sullivan es responsable en gran parte del diseño de la ametralladora ligera Ultimax 100 y el Surefire MGX. También contribuyó con el diseño del rifle Ruger M77, M16, Stoner 63, y Ruger Mini-14, a escala del AR-10, Stoner 62, y M14 rifle respectivamente.